# Józef Rajmund Paschalis Ferrer Botella
Józef Rajmund Paschalis Ferrer Botella, Jose Ramon Pascual Ferrer Botella (ur. 9 listopada 1894 w Algemesí, zm. 24 września 1936 w Abalat de la Libera) – hiszpański błogosławiony Kościoła katolickiego.

## Życiorys
Pochodził z religijnej rodziny. Mając 8 lat przeniósł się z wraz z rodziną do Walencji, a w 1913 roku otrzymał święcenia kapłańskie. Pełnił obowiązki kapelana przy kościele św. Wincentego w Algemesi. Po wybuchu wojny domowej w Hiszpanii w dniu 9 sierpnia 1936 roku został aresztowany. Przewiedziono go do więzienia, tam modlił się razem z więźniami. W nocy 23 na 24 września zabrano go samochodem do Albalat de la Ribera i został postrzelony. Gdy był ciężko ranny, wypowiedział ostatnie jego słowa: 

Panie otwórz mi bramy nieba, a także wybacz im Panie, bo nie wiedzą co robią.

 Najpierw został pochowany w masowym grobie; potem jego ciało przeniesiono do kościoła San Vicente Ferrer. Jest jedną z ofiar antykatolickich prześladowań religijnych okresu wojny domowej w Hiszpanii.
Józefa Rajmunda Paschalisa Ferrer Botella beatyfikował Jan Paweł II w dniu 11 marca 2001 roku jako męczennika zamordowanego z nienawiści do wiary (łac. odium fidei) w grupie 232 towarzyszy Józefa Aparicio Sanza.